# Wutuan
Wutuan (kinesiska: 五团, 五团镇) är en köping i Kina. Den ligger i provinsen Hunan, i den södra delen av landet, omkring 370 kilometer sydväst om provinshuvudstaden Changsha. Antalet invånare är 11109. Befolkningen består av 5 338 kvinnor och 5 771 män. Barn under 15 år utgör 17,0 %, vuxna 15-64 år 74 %, och äldre över 65 år 8,0 %.
Genomsnittlig årsnederbörd är 1 831 millimeter. Den regnigaste månaden är juni, med i genomsnitt 271 mm nederbörd, och den torraste är december, med 64 mm nederbörd.